# James Murrell Shackelford
Pour les articles homonymes, voir Shackelford.
James Murrell Shackelford (né le 7 juillet 1827 dans le comté de Lincoln, au Kentucky, et décédé le 7 septembre 1909 à Port Huron au Michigan) est un brigadier-général de l'Union. Il est enterré à Louisville, État du Kentucky.

## Avant la guerre
James Murrel Shackelford  est nommé second lieutenant dans le 4th Kentucky le 4 octobre 1847. Il participe à la guerre américano-mexicaine. Il quitte le service actif le 25 juillet 1848.
Il devient avocat à Louisville.

## Guerre de Sécession
James Murrell Shackelford est nommé colonel du 25th Kentucky Infantry le 1er janvier 1862. Il est nommé colonel du 8th Kentucky Cavalry le 13 septembre 1862, régiment qu'il a recruté.
Il participe aux batailles de Fort Donelson, Shiloh et Corinth.
Il participe à la capture du général John Hunt Morgan lors du raid de Morgan en Ohio.
Il est décrit par ses compagnons comme : « brave au bord de la témérité, toujours capable de prendre les meilleures dispositions pour ses troupes, attentif à la discipline, encore plus apprécié pour ses accès de magnanimité. »
Il est nommé brigadier général des volontaires le 2 mars 1863. Il commande alors la 1st brigade de la 2nd division du XXIII corps de l'armée de l'Ohio. Il est blessé sévèrement au pied à Geiger's Lake le 3 septembre 1863. La balle atteint l'articulation du cinquième métatarse du pied gauche et aura des séquelles jusqu'à la fin de sa vie. Il commande la 4th division du XXIII corps lors de la campagne sur le théâtre est dirigée par le général Ambrose Burnside. Le 14 décembre 1863, avec 4 000 hommes, il fait face aux troupes de Longstreet lors de la bataille de Bean's Station(p147-148).
Il quitte le service actif le 18 janvier 1864 pour des raisons de santé.

## Après la guerre
James Murrell Shackelford reprend ses activités de juriste et est nommé juge dans le territoire indien à Muskogee (Oklahoma),.